# 노포동산성
노포동산성(老圃洞山城)은 부산광역시 금정구 노포동 계명산에 있는 조선 시대의 봉수대 방호벽이다.

## 역사
노포동산성은 2007년 한국고속철도건설공단이 경부고속철도 공사 구간 중 부산 경남권의 문화 유적 발굴 예비 조사를 실시하는 과정에서 유적의 흔적을 발견하게 되었다. 처음에는 산성으로 알려졌으나 계명산 봉수대를 방호하기 위한 시설로 보는 견해가 설득력을 얻고 있다.
1468년(예종 1) 편찬된 『경상도속찬지리지(慶尙道續撰地理誌)』에는 계명산 봉수와 양산 위천 봉수[원적산 봉수], 울산 부로이산 봉수에 대해 다루고 있으나, 1425년(세종 7) 편찬된 『경상도지리지(慶尙道地理誌)』에는 이 봉수들에 대한 언급이 없다. 즉 세종 초기에 정비된 조선 시대 부산 지역의 봉수는 전국 5개의 직봉(直烽) 봉수 노선 가운데 제2경로 봉수 노선으로서 석성 봉수~황령산 봉수~간비오산 봉수를 거쳐 기장 남산 봉수로 이어져 수도인 한성 목멱산 봉수로 연결되어 있었다.
1425년에서 1468년 사이에 계명산 봉수 등 3곳의 봉수가 추가되어 황령산 봉수~계명산 봉수~양산 원적산 봉수로 연결되었다. 조선 전기 부산 지역의 봉수 체제가 해안을 따라 연결되는 연변 봉수(沿邊烽燧)인 점과 1530년(중종 25) 편찬된 『신증동국여지승람(新增東國輿地勝覽)』에 계명산 봉수 등이 보이지 않은 점에서 계명산 봉수는 일시적으로 폐지된 것으로 추정된다.

## 건립
노포동산성은 1425년(세종 7)에서 1468년(예종 원년) 사이에 설치된 계명산 봉수를 방호하기 위해 축조되었다. 즉 변방의 위급 상황을 전달하였던 조선 시대의 군사 통신인 동래~한성간 제2경로상의 봉수 노선에 있는 계명산 봉수의 기능 유지를 위해 만든 것이다.

## 위치
노포동산성은 계명산 계명봉에서 동남쪽 50m 아래 뻗어 내려 온 능선이 계명암에서 오는 길과 만나는 곳인 해발 200~250m 지점으로 계명산 봉수의 아래에 위치한다.

## 형태
둘레 약 50m 규모의 평면 타원형의 토석 혼축으로 된 담장이다. 담장은 노포소류지 위쪽 동문지 주변에서 5~6단의 석축이 확인되며, 대부분 붕괴되어 흔적만을 알 수 있을 정도이다. 담장 안에서는 조선 시대로 편년되는 기와편과 자기편이 수습되었다.

## 현황
대부분 잡목으로 가려져 유적을 확인하기가 쉽지 않은 편이나, 동쪽으로 출입구가 열려 있어 자세히 보면 석축과 함께 흙으로 덮여 있는 담장임을 확인할 수 있다.

## 참고 문헌
노포동산성은 조선 시대의 성으로 추정하고 있으나, 인근에 계명산 봉수대가 있으며 봉수대 주변에는 적의 침탈이나 맹수의 습격으로부터 봉수군을 보호하기 위한 방호벽과 그 안에 봉군들의 숙소나 창고로 쓰였을 것으로 보이는 건물지 등이 기본적으로 갖추어진 것으로 보아 계명산 봉수대와 관련한 봉수대의 방호벽으로 추정된다. 부산 인근의 연변 봉수 대부분이 방호벽 내에 연기를 올리는 연대(煙臺)와 건물지 등 기본 시설이 배치되어 있는 것과는 달리 연대와 방호벽이 서로 분리되어 존재하는 내지 봉수로서 봉수대의 공간 배치 연구에 도움이 되는 유적이다.